# کیشوتن
کیشوتن (吉祥天) یک خدای زن ژاپنی دوا (بودیسم) است که از طریق بودیسم از الهه هندوئیسم لاکشمی اقتباس شده‌است. کیشوتن گاهی به عنوان یکی از هفت خدای بخت و اقبال نامیده می‌شود که جایگزین جوروجین یا فوکوروکوجی می‌شود.